# 詹姆斯·尤厄尔·布朗·斯图尔特
詹姆斯·尤厄尔·布朗·“杰布”·斯图尔特（James Ewell Brown "Jeb" Stuart，1833年2月6日—1864年5月12日），美国南北战争时期南方军陆军少将。
第二次世界大战期间美国M3斯图尔特坦克、弗吉尼亚州斯图尔特都是以斯图尔特的名字命名的。在2020年爆发的乔治·弗洛伊德之死引发的拆除历史争议人物雕像浪潮，斯图尔特的雕像遭到破坏。

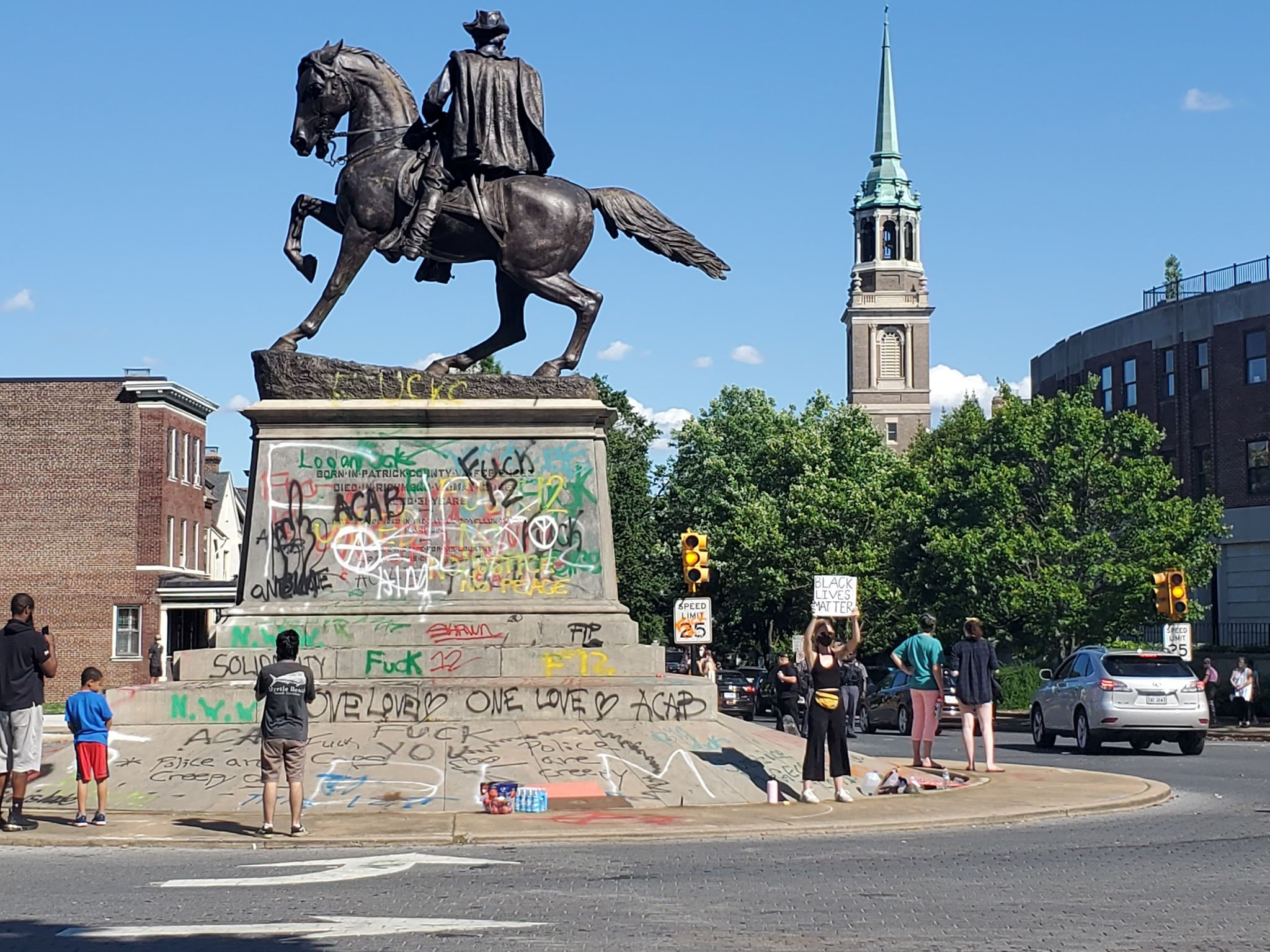
2020年5月31日，弗吉尼亚州里士满的斯图尔特纪念碑被涂鸦破坏。